# Cophoscincopus
Genre
Synonymes
- Cophoscincus Vaillant, 1884 nec Peters, 1867

Cophoscincopus est un genre de sauriens de la famille des Scincidae.

## Répartition
Les espèces de ce genre se rencontrent en Afrique occidentale.

## Liste des espèces
Selon The Reptile Database (20 décembre 2012) :
- Cophoscincopus durus (Cope, 1862)
- Cophoscincopus greeri Böhme, Schmitz & Ziegler, 2000
- Cophoscincopus senegalensis Trape, Mediannikov & Trape, 2012
- Cophoscincopus simulans (Vaillant, 1884)

## Publications originales
- Mertens, 1933 : Die Scinciden-Gattung Cophoscincopus Vaillant. Zoologischer Anzeiger, vol. 102, p. 188-190.
- Mertens, 1934 : Die Inseln-Reptilien, ihre Ausbreitung, Variation und Artbildung. Zoologica Stuttgart, vol. 32, no 84, p. 1-209.
- Vaillant, 1884 : Note sur une collection de Reptiles rapporté d'Assinie par M. Chaper. Bulletin de la Société philomathique de Paris, sér. 7, vol. 8, p. 168-171 (texte intégral).